# Ӵ
Ӵ, ӵ – litera rozszerzonej cyrylicy. Wykorzystywana jest w języku udmurckim, w którym oznacza dźwięk [tʃ].

## Kodowanie
| Litera                 | Ӵ                                          | Ӵ                                          | ӵ                                        | ӵ                                        |
| ---------------------- | ------------------------------------------ | ------------------------------------------ | ---------------------------------------- | ---------------------------------------- |
| Nazwa w Unikodzie      | CYRILLIC CAPITAL LETTER CHE WITH DIAERESIS | CYRILLIC CAPITAL LETTER CHE WITH DIAERESIS | CYRILLIC SMALL LETTER CHE WITH DIAERESIS | CYRILLIC SMALL LETTER CHE WITH DIAERESIS |
| Kodowanie              | dziesiętnie                                | szesnastkowo                               | dziesiętnie                              | szesnastkowo                             |
| Unikod                 | 1268                                       | U+04F4                                     | 1269                                     | U+04F5                                   |
| UTF-8                  | 211 180                                    | D3 B4                                      | 211 181                                  | D3 B5                                    |
| Odwołania znakowe SGML | &#1268;                                    | &#x4F4;                                    | &#1269;                                  | &#x4F5;                                  |
| Źródło:                |                                            |                                            |                                          |                                          |